# Artistas de Dioniso
Los Artistas de Dioniso o Artistas Dionisíacos (en griego antiguo: οἱ περὶ τὸν Διόνυσον τεχνιταί) fueron una asociación de actores y otros artistas dedicados a organizar y coordinar representaciones teatrales y musicales griegas durante el período helenístico y bajo el Imperio romano . La primera mención de esta agrupación data del año 270 a. C., cuando se atestiguan varias asociaciones regionales en diversas ciudades.  Estos artistas actuaban como agentes políticos independientes, negociando colectivamente con ciudades, reyes y la República romana para obtener distintos privilegios. También se registraron conflictos tanto entre ellos como con algunas comunidades locales.
A finales del siglo I a. C., con la instauración del Imperio romano, la mayoría de estas asociaciones regionales desaparecieron. Durante el periodo de los emperadores de la dinastía Julio-Claudia se fundó una única asociación "universal" o "ecuménica" de artistas, denominada la sagrada sinodalia tímelica de artistas ecuménicos de Dioniso, lsagrados vencedores, portadores de coronas y sus compañeros competidores (en griego antiguo: ἡ ἱερὰ θυμελικὴ σύνοδος τῶν ἀπὸ τῆς οἰκουμένης περὶ τὸν Διόνυσον τεχνειτῶν ἱερονεικῶν στεφανειτῶν καὶ τῶν τούτων συναγωνιστῶν).Paralelamente, se estableció una organización similar para atletas. No queda claro si esta unificación fue promovida por los emperadores romanos o surgió de los propios artistas.
Estos artistas alcanzaron su apogeo durante los siglos II y III d. C., estableciendo su sede en Roma y participando en festivales celebrados desde la Galia meridional hasta Egipto y Siria. Sin embargo, desaparecen de los registros hacia el año 300 d. C., y se tiene certeza de su desaparición definitiva hacia el año 420 d. C.

## Antecedentes

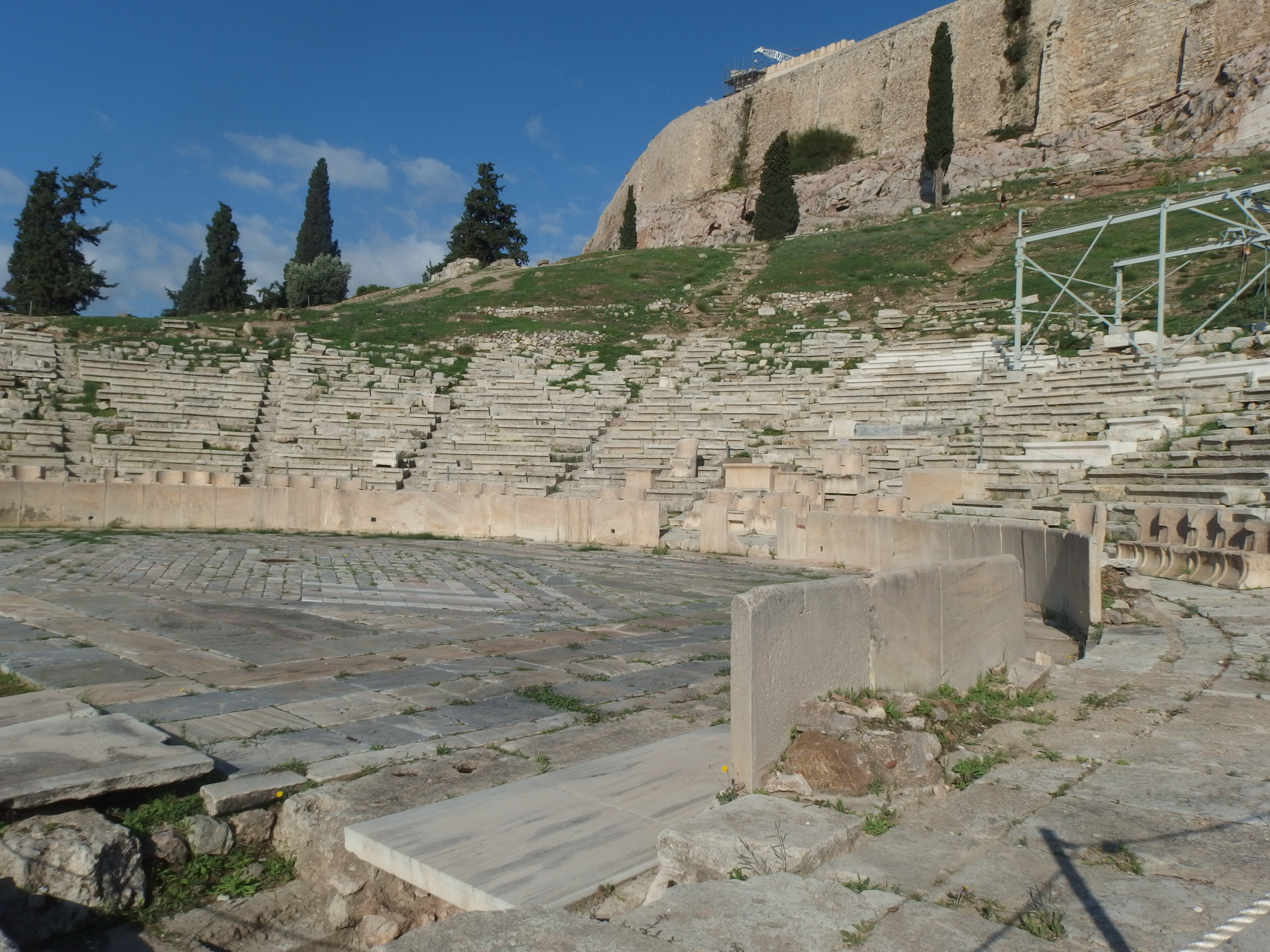
Teatro de Dioniso, Atenas.

El teatro de la antigua Grecia floreció durante el Período Clásico, particularmente en Atenas, donde se celebraban representaciones competitivas de tragedia y comedia en el Teatro de Dioniso durante los festivales de las Dionisias y Leneas . En sus inicios, los actores eran ciudadanos aficionados seleccionados de entre el público. Sin embargo, hacia el siglo V a. C., las obras comenzaron a representarse en el extranjero, y los actores (a diferencia de los integrantes del coro ) fueron profesionalizándose progresivamente.Para el siglo IV a. C., estos cambios se habían acelerado. Las representaciones de "tragedias antiguas" y "comedias antiguas," en contraste con las obras de nueva creación, se documentan por primera vez en Atenas en el año 386 a. C. y se consolidaron como una parte esencial del panorama teatral.Las presentaciones teatrales y musicales se integraron en las competencias de numerosos festivales panhelénicos, destacando los Juegos Píticos e Ístmicos, y las compañías teatrales itinerantes se trasladaban de un festival a otro para participar en estos eventos.Después de la conquista de Egipto y Oriente Próximo por Alejandro Magno, se establecieron nuevas fiestas panhelénicas en los territorios conquistados, así como en Grecia y Asia Menor.
Otro fenómeno que se consolidó en el siglo V a. C. y se volvió cada vez más común en el siglo IV fue el surgimiento de la asociación o club. Estos grupos, generalmente organizados en torno al culto a una deidad y reuniones con banquetes compartidos, solían estructurarse con funcionarios y reuniones periódicas, inspirándose en el modelo de magistrados y asambleas de las ciudades griegas. Los miembros de estas asociaciones podían compartir un lugar de origen o dedicarse a una actividad común (como comerciantes o promotores de festivales en honor a su deidad patrona). Existen varios términos para referirse a estas asociaciones, como koinon ("lo compartido") y synodos ("sínodo" o "reunión").

## Periodo helenístico
Las primeras referencias a los artistas dionisíacos se remontan a la década de 270 a. C. En un decreto inscrito aprobado por la Anfictionía de Delfos entre los años 279 y 277 a. C. se menciona a los artistas dionisíacos de Atenas, destacando que disfrutaban de "inviolabilidad" (asylia), derechos de libre tránsito, exención de obligaciones militares y privilegios fiscales.Por otro lado, los artistas egipcios son mencionados en la descripción de Calixeno de Rodas sobre la Gran Procesión organizada por Ptolomeo II durante uno de los festivales de Ptolemaia en la misma década.Ambos registros sugieren la existencia de asociaciones ya consolidadas. Se han documentado varias de estas asociaciones:
| Nombre                                                                             | Nombre en griego                                                                                | Área de operación                            | Notas |
| ---------------------------------------------------------------------------------- | ----------------------------------------------------------------------------------------------- | -------------------------------------------- | --- |
| Asociación de los Artistas de Dioniso en Atenas                                    | ἡ σύνοδος / τὸ κοινὸν τῶν περὶ τὸν Διόνυσον τεχνιτῶν τῶν ἐν Ἀθήναις                             | Atenas, Delfos                               | Sede en Atenas. |
| Asociación de los Artistas de Dioniso que viajan/celebran juntos en Istmia y Nemea | τὸ κοινὸν τῶν περὶ τὸν Διόνυσον τεχνιτῶν τῶν εἰς Ἰσθμὸν καὶ Νεμέαν συμορευομένων / συντελούντων | Peloponeso, Beocia, Delfos, Eubea, Macedonia | Sedes en Argos, Tebas y otros lugares. |
| Asociación de los Artistas de Dioniso en Jonia y el Helesponto                     | τὸ κοινὸν τῶν περὶ τὸν Διόνυσον τεχνιτῶν τῶν ἐπ' Ἰωνίας καὶ Ἑλλησπόντου                         | Jonia, Dardanelos, Beocia y Delfos           | Sede en Teos. Se fusionó con la siguiente asociación en el siglo II a. C. |
| Asociación de los Artistas del Dioniso Guía                                        | τὸ κοινὸν τῶν περὶ τὸν Καθηγεμόνα Διόνυσον τεχνιτῶν                                             | Pérgamo, Reino de Pérgamo                    | Se fusionó con la asociación anterior en el siglo II a. C. |
| Los Artistas de Dioniso y los Dioses Hermanos                                      | οἱ περὶ τὸν Διόνυσον καὶ θεοὺς Ἀδελφοὺς                                                         | Egipto, Peloponeso, Delfos                   | Los "dioses hermanos" eran Ptolomeo II y Arsinoe II. |
| Asociación de los Artistas de Dioniso en el secretariado de Chipre                 | τὸ κοινὸν τῶν ἐν τῶι κατὰ Κύπρον γραμματείωι περὶ τὸν Διόνυσον τεχνιτῶν                         | Chipre                                       | Una filial subordinada de la anterior, bajo control ptolemaico. |
| Asociación de los Artistas de Dioniso                                              | τὸ κοινὸν τῶν περὶ τὸν Διόνυσον τεχνιτῶν                                                        | Siracusa                                     | Esta organización parece haber coexistido con la siguiente en Siracusa. |
| Asociación de los Artistas de la Afrodita Alegre                                   | ἡ σύνοδος τῶν περὶ τὴν ἱλαρὰν Ἀφροδίτην τεχνιτῶν                                                | Siracusa                                     | Esta organización parece haber coexistido con la anterior en Siracusa. Puede que se especializara en la representación de obras de farsa flíaca, mientras que los artistas de Dioniso se centraban en la tragedia y la comedia. |
| Artistas de Dioniso?                                                               | ?                                                                                               | Rodas                                        | Muy poco conocida. |

Estas asociaciones presentaban diferencias en cuanto a su estructura interna y situación general. La asociación ateniense estaba subordinada a la ciudad de Atenas y respaldaba los objetivos de su política exterior. De manera similar, la asociación egipcia mantenía un vínculo estrecho con la corte real ptolemaica. En contraste, la asociación de Istmia y Nemea funcionaba como una "confederación flexible" con presencia en diversas ciudades, pero sin ser dominada por ninguna en particular. Por su parte, la asociación de Jonia y el Helesponto, con sede en Teos, alcanzó tal poder que llegó a enfrentarse a las autoridades cívicas.
Cabe destacar que la mayoría de los actores teatrales no formaban parte de estas asociaciones. Los artistas asociados constituían una élite con un prestigio singular. Las distintas filiales de estas asociaciones no estaban unificadas, como lo demuestra un prolongado conflicto entre los artistas de Atenas y los de Istmia y Nemea, mencionado en numerosas inscripciones y finalmente resuelto mediante un arbitraje de la República romana.
El desarrollo de los artistas de Dioniso durante el período helenístico temprano contrastaba con el de los competidores en las competiciones atléticas de los festivales, quienes no formaron una asociación hasta el período imperial temprano, y con los competidores de eventos ecuestres, quienes nunca constituyeron una asociación. Remijsen sugiere que los intérpretes teatrales formaron asociaciones temprano debido a su alto nivel de profesionalización. Bram Fauconnier destaca que los intérpretes teatrales debían colaborar como parte de un equipo en sus actuaciones, a diferencia de los atletas, que competían de forma individual.

### Actividades del festival
Los artistas tenían la capacidad de organizar representaciones teatrales, aportando los actores principales, actores secundarios, equipo técnico, utilería y vestuario. Reyes, ciudades y santuarios los contrataban para ofrecer estos servicios en festivales específicos. Esto incluía tanto los grandes eventos panhelénicos, como los Juegos Píticos, en los que podían participar múltiples filiales de artistas, como también eventos locales de menor escala.Sin embargo, la membresía en la asociación de artistas era un estatus prestigioso, disfrutado solo por una minoría de los intérpretes documentados en ese período. Los festivales también podían contratar a los líderes de compañías teatrales independientes (ergolaboi).No obstante, estas compañías gozaban de menor prestigio, por lo que los organizadores de festivales preferían contratar a los artistas de Dioniso siempre que tuvieran los recursos para hacerlo.
Se documentan diversos procedimientos para la contratación de los artistas. Un decreto de Yaso relata que la ciudad envió una embajada a los artistas, quienes celebraron una asamblea en la que seleccionaron un grupo de intérpretes, los cuales negociaron posteriormente un contrato con la embajada de Yaso. En otros casos, los organizadores de los festivales podían solicitar artistas específicos.
Las representaciones teatrales en los festivales tenían un profundo significado religioso, y los artistas destacaban su devoción a Dioniso y a los demás dioses por encima de todo. En un decreto de Delfos, se autodenominan "los más piadosos de los griegos". En un decreto de la Anfictionía, se les conceden varios privilegios y libertades, "para que los honores y sacrificios para los que [ellos] están designados puedan llevarse a cabo para los dioses en los momentos apropiados, ya que están exentos de otras actividades y dedicados exclusivamente a los servicios divinos".

### Organización
Como otras asociaciones helenísticas, la organización interna de los artistas estaba modelada según las ciudades-estado helenísticas contemporáneas. Tenían leyes (nomoi) y aprobaban decretos (psephismata). La administración estaba a cargo de sacerdotes administradores (epimeletai), tesoreros (tamiai), magistrados (archontes) y secretarios (grammateis). Las decisiones se tomaban en asambleas (synodoi) de todos los miembros de la asociación.En una ocasión del siglo II a. C., la asociación jónica-heliespóntica llegó a acuñar su propia moneda.
Cada asociación de artistas tenía una o más sedes, que tomaban la forma de un "santuario" (temenos) dedicado a Dioniso. Sus principales funcionarios servían como sacerdotes de Dioniso. Sus reuniones incluían una serie de sacrificios y organizaban sus propios festivales y eventos religiosos en honor a Dioniso. 

### Diplomacia
Las asociaciones de artistas actuaban como entidades políticas independientes, enviando y recibiendo embajadas de ciudades, reyes y otros estados.Estas asociaciones designaban ciudadanos de otras comunidades como sus representantes oficiales (proxenos).Las interacciones diplomáticas se enfocaban, en gran medida, en garantizar un tránsito seguro y obtener exenciones fiscales para sus miembros. Además, enviaban a sus propios embajadores sagrados (theoroi) como representantes oficiales a festivales de relevancia, y designaban anfitriones sagrados (theorodokoi) para recibir a los embajadores sagrados extranjeros en sus eventos. Estas prácticas eran características de las ciudades-estado durante el período helenístico, pero poco comunes en la mayoría de otras asociaciones.
Las comunidades que aspiraban a obtener el prestigioso estatus de "juegos coronados" para un festival nuevo o ya existente solían recurrir a los artistas para que reconocieran dicho estatus. Estos artistas también contribuían a lograr el reconocimiento por parte de otras ciudades y competidores. No obstante, el rol diplomático de los artistas se extendía más allá de los temas teatrales. Un ejemplo de ello es la misión diplomática emprendida por los artistas de Jonia-Helesponto a Creta en el siglo II a. C.

#### Relaciones con los reyes helenísticos
Los artistas solían mantener vínculos particularmente estrechos con los reyes helenísticos, quienes frecuentemente se asociaban con el dios Dioniso y adoptaban una presentación teatral. Los artistas egipcios parecen haber sido fundados y controlados por la dinastía ptolemaica, lo que reflejaba una conexión directa con el poder monárquico. Esta relación era esencial en la procesión dionisíaca del festival Ptolemaia en Alejandría, donde el título oficial incluía a los "dioses hermanos", el rey Ptolomeo II y la reina Arsinoe II, junto a Dioniso. Los artistas jonios y helespónticos rendían culto a la dinastía atálida, y el sacerdote encargado de su festival de las Dionisías actuaba ex officio como sacerdote de los reyes atálidas.
Paola Ceccarelli sugiere que la filial ateniense de artistas fue establecida por el rey Demetrio Poliorcetes, venerado en Atenas como el "Nuevo Dioniso" tras el 306 a. C. En la década de 130 a. C., los artistas otorgaron honores divinos a Ariarates V de Capadocia y, en el 88 a. C., aclamaron a Mitrídates VI como el "nuevo Dioniso", apoyando en ambas ocasiones las metas de la política exterior de Atenas. Jane Lightfoot argumenta que los artistas contribuían a "inscribir el poder real en el ciclo de la vida de la ciudad". Por su parte, Bram Fauconnier los describe como conciliadores del poder real en zonas donde este era fuerte, mientras que operaban de manera independiente en otros lugares.

#### Conflictos entre asociaciones

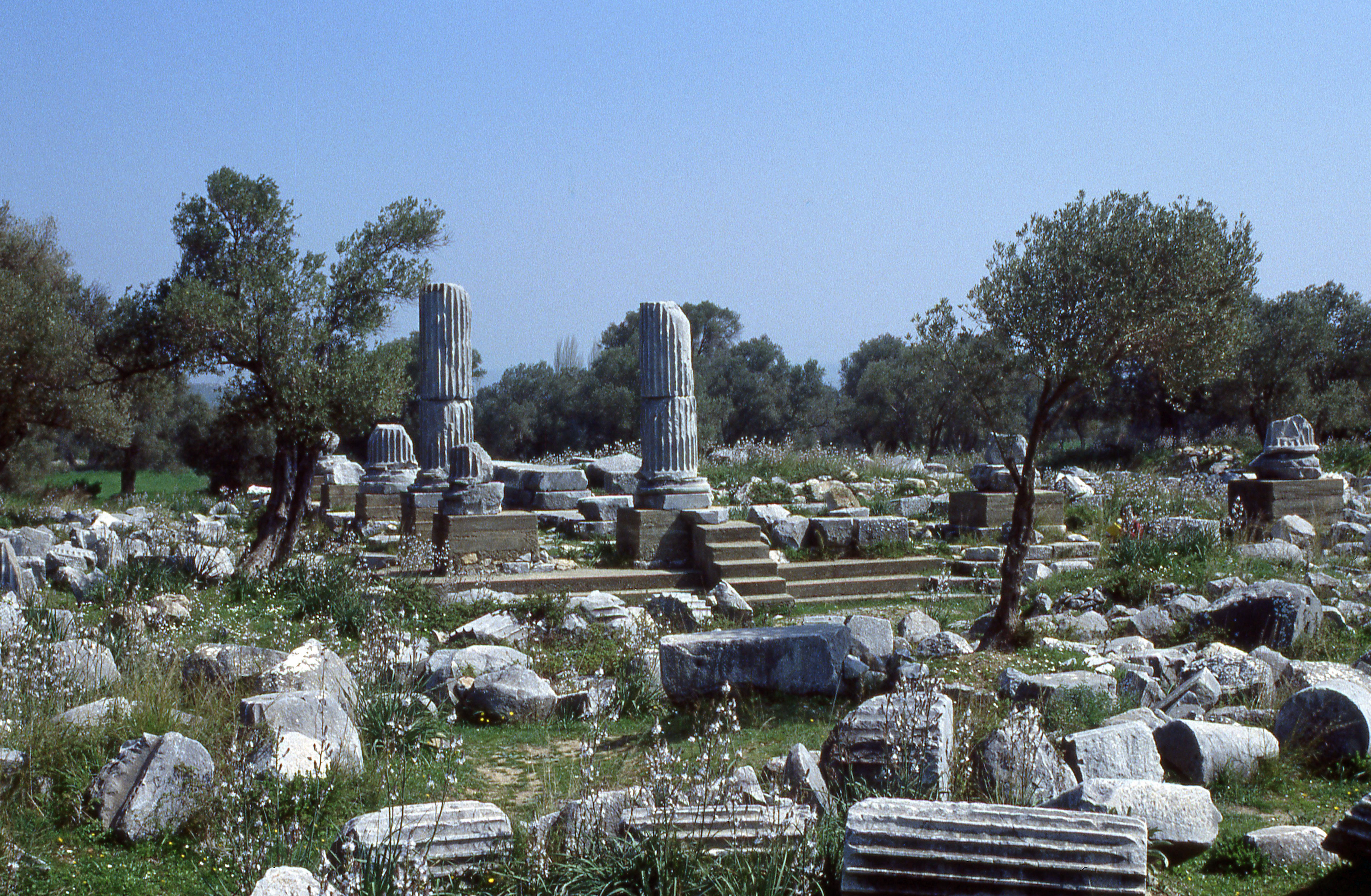
Templo de Dioniso en Teos, construido en el

En el siglo II a. C., los artistas jonios y helespónticos comenzaron a organizar un festival de Dionisíacas con representaciones teatrales en su base de Teos. Se esforzaron por recaudar y conservar los ingresos fiscales generados por dicho festival, lo que generó la oposición de los teosios, quienes apelaron al rey atálida, obteniendo un fallo a su favor. Posteriormente, los artistas fueron expulsados de Teos y buscaron refugio en Éfeso. Atalo II facilitó su reasentamiento en Mioneso, pero los teosios apelaron esta decisión ante Roma, lo que resultó en la reubicación de los artistas en Lébedos.
En la década de 130 a. C., surgió un conflicto entre la asociación ateniense y la Ístmico-Nemea debido a la superposición de sus áreas de operación. Ambas asociaciones intentaron colaborar en Tebas y Argos, e incluso establecer un tesoro común, pero los artistas ismienses se opusieron, excluyendo a los atenienses de su asamblea y rehusándose a aportar dinero al fondo común. El conflicto fue llevado ante el Senado romano, que falló a favor de la asociación ateniense.

#### República romana
A medida que Roma expandía su influencia en el Mediterráneo Oriental durante el siglo II a. C., los artistas procuraron establecer vínculos con la potencia emergente. Este esfuerzo parece haber tenido un éxito inicial o, al menos, se desarrolló sin incidentes relevantes. Sin embargo, en la primera mitad del siglo I a. C., las referencias sobre las asociaciones artísticas se vuelven escasas y, cuando reaparecen, es común verlas alineadas con los enemigos de Roma.
En el año 87 a. C., la asociación ateniense ofreció un firme apoyo a Mitrídates VI durante su conflicto con Roma. Durante el asedio de Sila a Atenas en los años 87 y 86 a. C., las instalaciones de la asociación en Eleusis fueron destruidas, y su administrador, Filémon, se vio obligado a financiar las reparaciones con sus propios recursos.
La asociación ístmico-nemea y la filial chipriota de la Asociación Egipcia se mencionan por última vez a principios del siglo I a. C. (en Egipto, no se documenta su existencia después del siglo III a. C.). Las asociaciones de Siracusa tienen su última mención en los años 46-45 a. C.
La filial jónica-helespóntica logró obtener inmunidad frente a las indemnizaciones impuestas por Sila en Asia Menor al final de la guerra. En el año 69 a. C., se les encuentra en Artaxata, la capital del enemigo de Roma, Tigranes el Grande. Estrabón las menciona todavía activas en Lébedos a principios del siglo I d. C. Su continuidad hasta el siglo II d. C. se evidencia en tres inscripciones encontradas en Tralles, Éfeso y Magnesia del Meandro. Estas inscripciones se refieren a ellas como la "asociación local" (τοπικὴ σύνοδος) para diferenciarlas de la asociación universal que se desarrolló durante el período imperial.

## Periodo imperial
En el período imperial, existía una única asociación de artistas de Dioniso que abarcaba todo el Imperio romano. Su título exacto varía. En varias inscripciones del siglo II d. C., se autodenomina: "la sagrada asociación timélica de artistas de Dioniso de la ecúmene, sagrados vencedores, portadores de coronas y sus compañeros competidores" (ἡ ἱερὰ Θυμελικὴ σύνοδος τῶν ἀπὸ τῆς οἰκουμένης περὶ τὸν Διόνυσον τεχνειτῶν ἱερονεικῶν στεφανειτῶν καὶ τῶν τούτων συναγωνιστῶν), a menudo añadiendo el nombre del emperador reinante junto a Dioniso como un "nuevo Dioniso".
Una asociación hermana representaba a los competidores y organizadores de eventos atléticos en festivales, conocida como la "sagrada asociación xística de atletas, sagrados vencedores y portadores de coronas de Heracles de la ecúmene".El adjetivo "timélico", literalmente "humeante", hacía referencia al humo del altar en el centro de la orquesta de un teatro griego, y por extensión significaba "dramático" o "teatral", mientras que "xístico", literalmente "arenoso", se refería a los terrenos arenosos utilizados para eventos atléticos. "Sagrados vencedores" y "portadores de coronas" eran términos para los vencedores en diferentes grados de festivales de juegos, que estaban definidos legalmente desde el siglo I d. C. Parece que la nueva titulación de los artistas se modeló siguiendo la de los atletas.

### Formación
La transición de un sistema compuesto por varias asociaciones regionales independientes a una única asociación "ecuménica" o "universal" que abarcaba todo el Imperio Romano se produjo a finales del siglo I a. C. y principios del siglo I d. C. Este cambio estuvo relacionado con el desarrollo de diversos festivales panhelénicos organizados en un "circuito" establecido, al que se esperaba que asistieran todos los competidores de mayor prestigio. Esta evolución formaba parte del proceso de unificación del Mediterráneo bajo la autoridad romana durante el siglo I a. C.

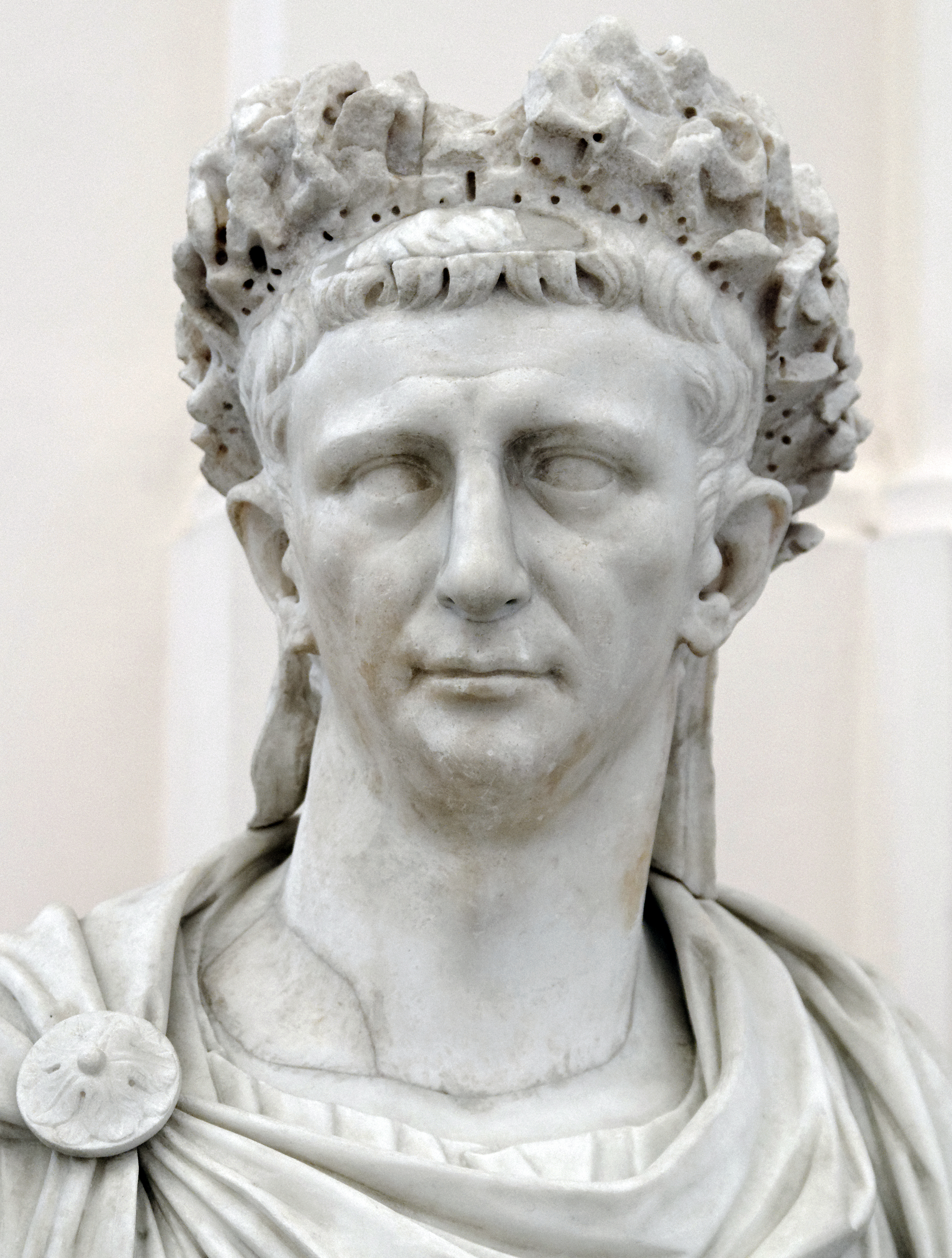
Busto de Claudio, Museo Arqueológico Nacional de Nápoles

La primera mención de la asociación de atletas se encuentra en una carta de Marco Antonio de los años 30 a. C., que confirmaba varios privilegios concedidos anteriormente (posiblemente por el Senado romano o Julio César). La referencia más temprana a la asociación universal de artistas es un papiro del año 43 d. C., en el que el emperador Claudio (r. 41-54 d. C.) promete mantener ciertos privilegios otorgados a los artistas por Augusto (r. 31 a. C.-14 d. C.). Claudio aparentemente los contrató para actuar en las celebraciones de la conquista de Britania en Roma en el año 44 d. C. y reafirmó sus privilegios en respuesta a una nueva solicitud en el año 48 d. C. El decreto más antiguo conservado de la asociación es una inscripción de Teos de la segunda mitad del siglo I d. C., que honra al organizador de un festival de Dionisia Caesarea en el que los artistas participaron.
No está claro cómo ni cuándo surgió la asociación universal de artistas. Fauconnier plantea tres posibles escenarios: (1) las asociaciones helenísticas de artistas se fusionaron; (2) la asociación jónica-helospóntica asumió una jurisdicción universal tras la desaparición de otras asociaciones helenísticas; (3) la asociación del período imperial fue un fenómeno completamente nuevo. Fauconnier se inclina por esta última hipótesis, y sugiere que el momento fundacional se produjo en el año 31 a. C., poco antes de la batalla de Accio, cuando Marco Antonio reunió a los artistas de Dioniso en Samos y les proporcionó un "lugar de residencia" en Priene. No obstante, Le Guen interpreta este evento como una evidencia tardía de la asociación jónica-helospóntica.
El papel de los emperadores y las autoridades romanas en la creación de la asociación universal es también un tema de debate. Lavagne y Le Guen sostienen que los emperadores impulsaron su formación, ya que los artistas podían representar una fuente potencial de oposición a su autoridad y una única asociación universal resultaba más fácil de controlar. Fauconnier, por su parte, no encuentra "evidencia de que las autoridades imperiales hayan tomado medidas concertadas para crear y desarrollar una asociación agónica". En su opinión, fueron los propios artistas quienes actuaron como principales impulsores, con el apoyo de los emperadores, en particular Claudio, desempeñando un papel secundario.

### Organización
La mayoría de las evidencias sobre los artistas provienen del siglo II y principios del siglo III d. C., coincidiendo con el auge del circuito de festivales griegos. Este circuito fue organizado por Adriano mediante una serie de cartas dirigidas a los artistas, conocidas gracias a una inscripción hallada en Alejandría Troas. El circuito incluía docenas de juegos celebrados en Italia, Grecia y la provincia de Asia a lo largo de un ciclo de cuatro años, abarcando desde unos Juegos Olímpicos hasta los siguientes. También se documenta la participación de artistas en festivales fuera del circuito en regiones como Asia, Bitinia y Ponto, Galacia, Licia y Panfilia, Siria, Arabia Pétrea, las islas del Egeo, Egipto, Tracia, Mesia Inferior y Galia Narbonense.

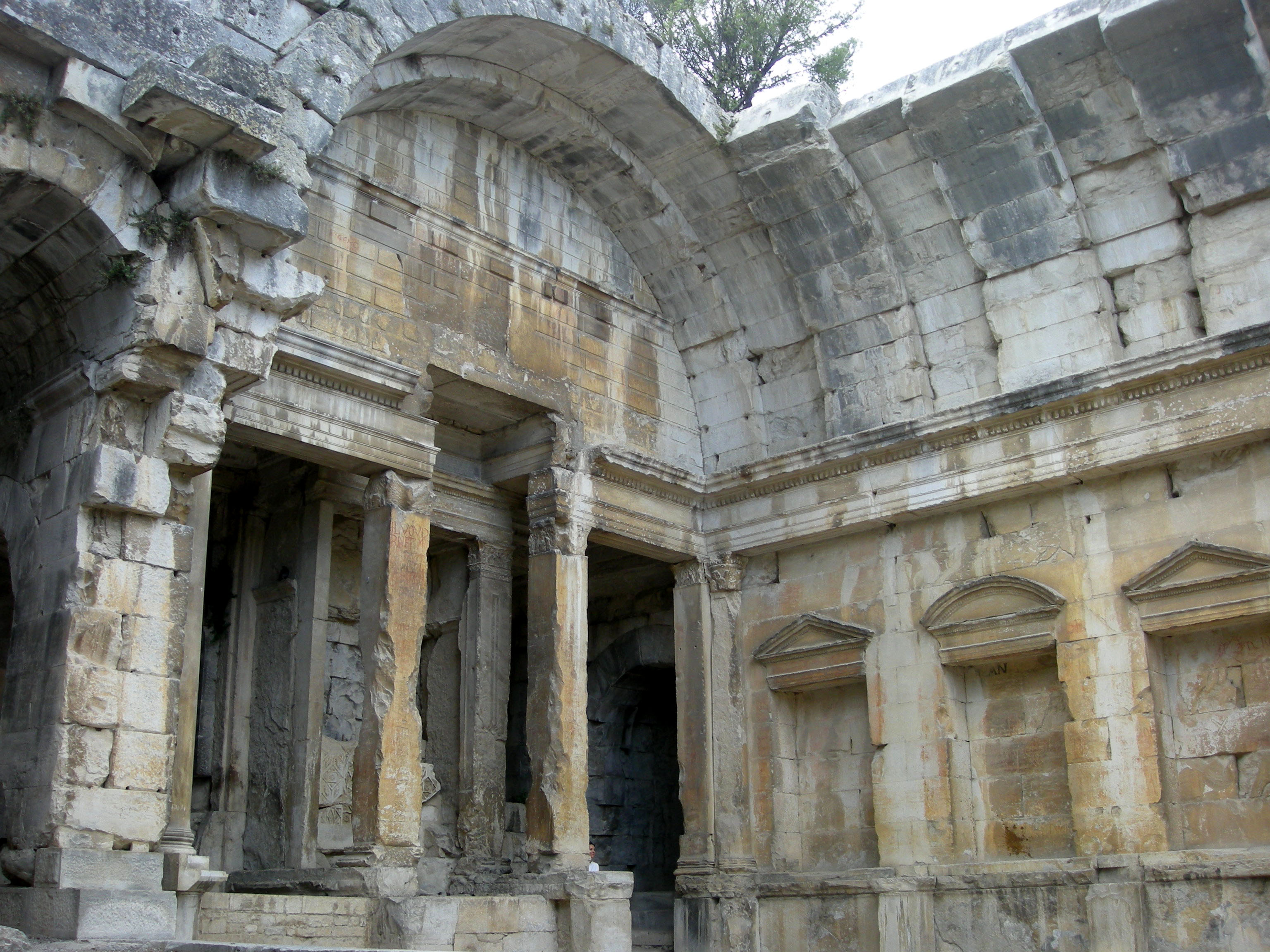
El llamado Templo de Diana en el Santuario de la Fuente de Nimes, probablemente un recinto de los artistas de Dioniso.

Hacia el año 130 d. C., los artistas habían establecido una sede en Roma, que incluía un "recinto sagrado" con estatus de neocorato y un sumo sacerdote. Los hallazgos arqueológicos sugieren que esta sede se encontraba en o cerca del Teatro de Pompeyo. Los sacerdotes y funcionarios en Roma gozaban del mayor prestigio dentro de la asociación, administraban fondos especiales y enviaban decretos a otros artistas en diferentes regiones. Esta sede probablemente se estableció tras la instauración de los juegos al estilo griego, los Capitolia, por parte de Domiciano en el año 86 d. C. Fauconnier sugiere que los Capitolia fueron una de las razones para establecer la sede romana, junto con el deseo de tener acceso a la corte imperial, aunque señala que esto solo se materializó durante el reinado de Adriano. Es probable que existiera una sucursal en Atenas, con sacerdotes y una cámara del consejo. Una inscripción indica que el llamado Templo de Diana en el Santuario de la Fontaine en Nîmes podría haber sido un recinto de los artistas. Otro recinto está documentado en Side, y se atestigua una "asociación local" en Mileto, Magnesia del Meandro y Sardes. Sin embargo, no hay evidencia de sucursales en la mayoría de los lugares donde actuaban los artistas.
Los artistas celebraban asambleas conocidas como synedria ("sentarse juntos") o syllogoi ("hablar juntos"), donde tomaban decisiones mediante votación a mano alzada. Los decretos emitidos seguían de cerca el formato de los aprobados por ciudades y ligas. Estas asambleas se llevaban a cabo dondequiera que los artistas se reunieran durante el circuito de festivales. La mayoría de los decretos conservados mencionan el festival en el que se emitieron. El festival de las Sebasta en Nápoles era particularmente relevante, ya que servía como lugar habitual para que los artistas presentaran peticiones al emperador. Las asambleas solían estar presididas por tres funcionarios mencionados en las fórmulas de datación de los decretos: el primer arconte (archon protos), el arconte secretario (archon grammateus) y el arconte encargado de mostrar la ley (archon nomodeiktes). Estos funcionarios ejercían sus cargos por un tiempo limitado y, aparentemente, en un área geográfica determinada. Los dos últimos funcionarios probablemente participaban en la negociación de contratos para festivales específicos. Uno de ellos probablemente gestionaba las finanzas, ya que no se mencionan tesoreros específicos para la asociación. Los artistas también contaban con varios sumos sacerdotes (archireis) que lideraban el culto imperial, ocupaban el cargo por períodos limitados y pagaban una tarifa por el privilegio. Un funcionario llamado "administrador" (dioiketes), encargado de asistir en la organización de festivales específicos, solo está documentado en Egipto. En dos ocasiones alrededor del año 200 d. C., los emperadores designaron curadores (logistai) para gestionar las finanzas de los artistas, probablemente para resolver casos de mala administración.

### Centralización e interacciones con los emperadores
El grado de centralización de los artistas y el papel de las filiales regionales es un tema debatido. La mayoría de los estudiosos ha interpretado la organización como una confederación de secciones locales que informaban a la sede central en Roma. Aneziri argumentó que las filiales locales tenían un papel menor en la asociación durante el período imperial, en contraste con las asociaciones regionales de artistas del período helenístico. Onno Van Nijf propuso que la asociación era "una aglomeración bastante laxa de varios grupos superpuestos de artistas... que podían afirmar estar de alguna manera vinculados con la asociación imperialmente reconocida y centralizada en Roma". Por otro lado, Fauconnier subraya la uniformidad de las instituciones, funcionarios y prácticas de los artistas en todo el imperio romano y defiende "una estructura organizativa fija", en la cual la mayoría de los miembros, funcionarios y recursos de la asociación eran móviles, siguiendo el circuito de festivales y gestionando sus asuntos en cualquier festival en el que se encontraran. Fauconnier sostiene que, aunque los artistas tenían sedes locales en algunas ciudades y algunas decisiones centrales se tomaban en Roma, todos eran parte de una única asociación ecuménica y cualquier reunión de artistas podía tomar decisiones en nombre de toda la organización.
Los artistas mantenían una relación estrecha con los emperadores, llevando a cabo sacrificios y otros rituales para el culto imperial. Los emperadores se comunicaban regularmente con los artistas e intervenían frecuentemente en sus asuntos, estableciendo cuotas de membresía y, en ocasiones, designando curadores para supervisar sus finanzas. Adriano reorganizó los horarios de los festivales en todo el Imperio en respuesta a peticiones de los artistas. Algunos estudiosos creen que los emperadores controlaban estrechamente a los artistas y a su organización hermana de atletas, utilizándolos como una herramienta para supervisar y regular los juegos de los festivales. Fauconnier argumenta que la intervención imperial seguía el patrón general de "petición y respuesta" que caracterizaba la mayoría de las interacciones entre el imperio y sus súbditos, es decir, los emperadores solían intervenir únicamente a solicitud de los propios artistas.

### Afiliación
Los miembros de la asociación debían pagar una cuota de afiliación (entagio) al unirse. Esta tarifa era uniforme en todo el Imperio. Durante el siglo II d. C., se estima que la cuota rondaba los 100 denarios. Sin embargo, los papiros indican que, para finales del siglo III d. C., el monto había aumentado a 250 denarios, aproximadamente el equivalente al alquiler anual de una casa de buena calidad.
Los miembros de la asociación de artistas recibían un certificado de afiliación, y varios de estos documentos han perdurado en papiros hallados en Egipto. Estos certificados consistían en un dosier que incluía cartas de diversos emperadores (Claudio, Adriano, Septimio Severo, Caracalla y Alejandro Severo) que ratificaban los privilegios de la asociación; una carta dirigida a la asociación, informando que el nuevo miembro había sido admitido y había pagado la cuota de ingreso; una fórmula de datación firmada por el primer arconte, el arconte secretario, el arconte responsable de mostrar la ley y el nombre del festival durante el cual se otorgó el certificado; y una declaración de los funcionarios confirmando la admisión del nuevo miembro. Estos certificados otorgaban a sus portadores ciertos privilegios en su ciudad de origen.

### Finanzas
Los artistas recibían financiamiento de diversas fuentes. Los miembros individuales pagaban cuotas de afiliación al inscribirse y multas cuando infringían las normas de la asociación. Los funcionarios y sacerdotes de la asociación abonaban una tarifa (similar a la summa honoraria) al asumir sus cargos. Tanto los funcionarios como los miembros y otros colaboradores realizaban donaciones a los artistas. Estas contribuciones generalmente se manifestaban en forma de dotaciones de fondos y propiedades inmobiliarias. Los ingresos se generaban a través del préstamo de estos fondos con intereses y el alquiler de los inmuebles. Por ejemplo, una inscripción relata cómo Tito Elio Alcibíades donó un conjunto de establos en Roma a la asociación, los cuales se alquilaban para beneficio de los artistas en Roma y Anatolia. Es posible que los artistas también cobraran tarifas a los organizadores de festivales o recaudaran una parte de los impuestos asociados a estos eventos.
Los artistas también enfrentaban diversos gastos. Debían mantener sus santuarios y propiedades. Financiaban honores, como coronas, estatuas e inscripciones, dedicadas a los emperadores, benefactores y miembros. Además, los costos relacionados con el envío de representantes a emperadores, ciudades y miembros por todo el imperio eran significativos. Celebraban festivales y ritos religiosos, especialmente los relacionados con el culto imperial. En ciertos casos, contribuían a cubrir parte de los gastos de los festivales en los que participaban. También es posible que asumieran los costos funerarios de sus miembros.
Es probable que las redes de contactos de los artistas les permitieran coordinar transferencias monetarias (permutationes) en diferentes regiones del imperio. El sistema bancario del Imperio Romano delegaba a individuos y grupos la organización informal de estas transferencias.

### Declive
La evidencia epigráfica sobre los artistas se reduce notablemente en la segunda mitad del siglo III d. C., aunque los papiros sugieren que la asociación continuó activa durante ese siglo. Entre los años 293 y 305 d. C., Diocleciano o uno de sus corregentes emitió un rescripto en latín que limitaba los privilegios de los artistas a aquellos que hubieran logrado al menos tres victorias, incluyendo al menos una en Grecia o Roma. Este documento menciona una única "asociación de atletas y músicos" (synodus xysticorum et thymelicorum), lo cual podría indicar una fusión con la asociación de atletas o, alternativamente, un posible error del copista. No está claro si la restricción de los privilegios fue solicitada por los propios artistas para preservar su exclusividad o impuesta por los emperadores.
No existen registros posteriores sobre los artistas después de este rescripto, aunque es posible que la asociación continuara existiendo (la asociación de atletas sobrevivió aproximadamente hasta el año 400 d. C.). Si así fue, la asociación probablemente no sobrevivió al colapso de los circuitos de festivales a lo largo del siglo IV d. C. El público comenzó a preferir cada vez más las pantomimas en lugar de las tragedias y comedias que habían sido el núcleo de las presentaciones de los artistas. En la década de 380, Libanio describe una escena teatral activa en Antioquía gestionada por grupos locales de mimos, sin mención alguna de la asociación de artistas.
El término " sínodo ecuménico " (οἰκουμενικὴ σύνοδος), utilizado durante mucho tiempo por los artistas y su asociación hermana de atletas, fue adoptado por los cristianos para referirse a sus propias reuniones en las décadas de 320 o 330 d. C.

## Lectura adicional
- Esta obra contiene una traducción total derivada de «Artists of Dionysus» de Wikipedia en inglés, concretamente de esta versión, publicada por sus editores bajo la Licencia de documentación libre de GNU y la Licencia Creative Commons Atribución-CompartirIgual 4.0 Internacional.

- Datos: Q125545592